# Липскань
Липскань (рум. Lipscani, букв. «Лейпцигская») — пешеходная улица и район в центре Бухареста, расположенный на небольшой возвышенности около старого княжеского двора, заложенного Владом Цепешем.

## Описание
Первые документальные упоминания об улице Липскань относятся к 1589 году, когда она называлась улица Маре (Ulița Mare). Название Липскань произошло от «Липскана» (рум. Lipscana) — румынское именование в XVIII веке немецкого города Лейпциг, откуда поступала большая часть товаров, продаваемых в этом районе. Слово липскан (рум. lipscan) также стало обозначением человека, который торговал товарами из Западной Европы. В 1595 году эта часть города была сожжена османами, но восстановлена Михаем Храбрым.Район стремительно развивался во времена правления Константина Брынковяну — здесь появились гильдии ювелиров, шляпников, кожников, обувщиков и другие ремесленные дворы. Со времен средневековья и до начала XIX века район был самым важным торговым центром Бухареста и всей Валахии.
Первоначальная застройка района была преимущественно деревянная, но после серии пожаров в начале XVIII века началось постепенное возведение зданий в кирпиче. Большинство сохранившихся зданий было возведено в конце XIX — начале XX века в эклектическом стиле, сочетающем барокко, роккоко и неоклассицизма. Во время коммунистической программы Николае Чаушеску по систематизации деревень были снесены многие кварталы в историческом центре Бухареста, но запланированный снос Липскани так и не был осуществлен. К концу 1980-х годов район пришёл в упадок, но после падения коммунистического режима началось его постепенное восстановление.
Масштабные реставрационные работы приводились в районе в 2010-х годах. Тогда же большая часть района стала пешеходной, здесь появилось много магазинов, ресторанов, баров, пабов и ночных клубов, что сделало Липскань центром притяжения туристов. Многие улицы районе по-прежнему носят названия ремёсел, некогда просватавших там: улица Меховщиков (Strada Blănari), улица шляпников (Strada Řepcari), улица Ножевых мастеров (Stradă Gabroveni) и другие. Среди достопримечательностей района: старейший действующий отель в Бухаресте «Дом Манука», здание Румынского национального банка и Ставропольская церковь.
- Здание Румынского национального банка
- Ставропольская церковь